# 潘威倫
潘威倫（1982年3月5日—），外號嘟嘟，為台灣棒球運動員，出生於屏東縣萬巒鄉，馬卡道族後裔。他於2003年季初選秀會為統一獅選進，為當次選秀狀元。曾效力於中華職棒統一7-ELEVEn獅，守備位置為投手。
潘威倫為中華職棒第一位達成「連五年勝投兩位數」的本土投手，2010年連續八年拿下兩位數勝投，是聯盟史上第一人。2013年7月15日拿下職棒生涯第109場勝投，為目前中華職棒史上最多勝投的投手。2019年8月24日拿下生涯第141勝，成為單一聯盟的最多勝投者。2019年9月8日於台中洲際棒球場對上中信兄弟的比賽取得第142勝，正式超越陳義信（兩聯盟合計141勝）成為台灣職棒史上最多勝投者，2024年4月20日，2.2局無失分奪下生涯第149勝，球速最快仍突破142公里，睽違583天後再度奪下勝投，歷史上最偉大的中華職棒投手。
曾於2007年3月31日至2008年7月15日締造跨季21連勝，是中華職棒史上的最高連勝紀錄。於2016年9月3日持續締造連續局數無四死球本土紀錄。2022年6月5日達成第30000球投球，為中華職棒史上第一人達成此目標成為歷史上最偉大的中華職棒投手。

## 經歷
- 屏東縣萬巒鄉赤山國小少棒隊
- 屏東縣美和中學青少棒隊
- 屏東縣美和中學青棒隊
- 別府大學棒球隊
- 合作金庫棒球隊
- 中華職棒統一獅/統一7-ELEVEn獅（2003年－2024年9月29日）
- 台灣職棒球員工會第二屆理事（2008年12月6日～2010年2月6日）
- 中華職棒統一7-ELEVEn獅一軍投手教練（2025年－）

## 職業生涯

### 2003-2005年
- 2003年3月9日：第一次於中華職棒出賽，在台南棒球場面對第一金剛並拿下勝投。
- 2003年4月20日：在台南棒球場面對中信鯨，於開季五連勝後吞下個人首場敗戰。
- 2005年7月1日：在屏東球場面對誠泰COBRAS，拿下個人第一個中繼點。

### 2006-2009年

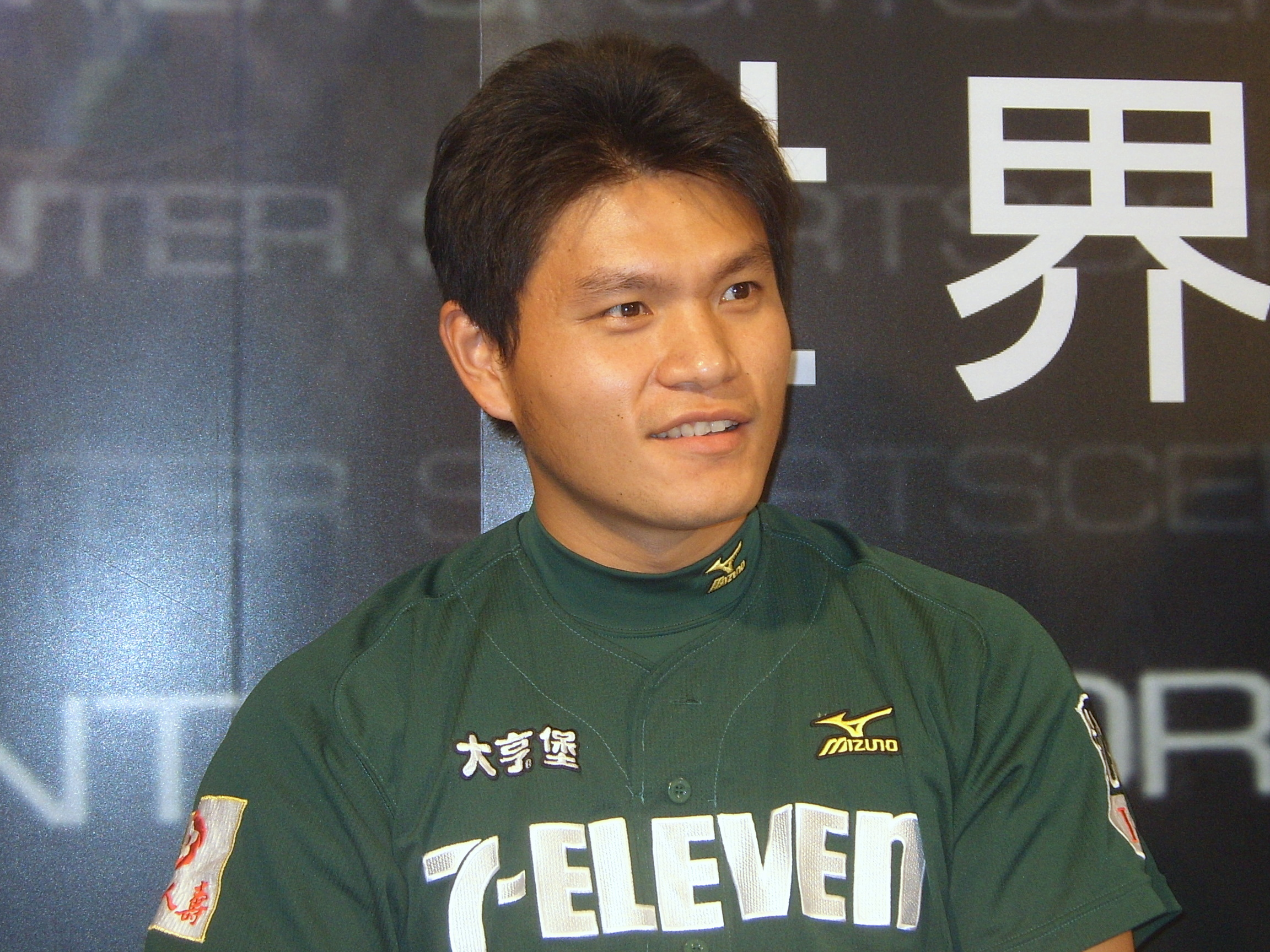
2008年的潘威倫

- 2007年9月21日：在台南棒球場面對兄弟象，成為中華職棒第一位單季15連勝投手。
- 2007年10月8日：在台南棒球場面對La New熊，拿下單季16連勝，創下中華職棒含跨連勝新記錄。
- 2008年4月24日：在澄清湖棒球場面對La New熊，拿下跨季19連勝，達成個人職棒生涯70勝
- 2008年6月8日：在台中棒球場面對興農牛，拿下跨季20連勝，平日本職棒紀錄，連勝記錄持續中。該場比賽潘威倫因誤穿舊款球衣，在沒有替代球衣的情況下借穿投手教練吳俊良的球衣，成為中華職棒19年第一位因穿錯球衣而遭到罰款的球員。
- 2008年6月18日：於台中棒球場面對兄弟象，先發五局丟掉3分獲得勝投，締造跨季21連勝，追平韓國職棒，並超越日本職棒。
- 2008年6月24日：於澄清湖棒球場面對La new熊，主投6局失7分吞敗，終止連勝紀錄。
- 2008年7月10日：於台南棒球場面對中信鯨完投9局沒有被擊出任何安打，成為中華職棒史上第六位投出無安打比賽的投手；而由於該場比賽潘威倫並沒有投出任何四死球，因此也成為中華職棒史上第一位投出無四死球且無安打比賽的投手（惜因高國慶首局失誤致使打者上壘而無緣成為中華職棒首位投出完全比賽的投手）。
- 2009年3月28日：於天母棒球場拿下個人生涯第80勝，以27歲又23日刷新生涯最年輕80勝記錄（原記錄：勇壯保，28歲又1個月）。
- 2009年6月5日：於台南市立棒球場，主投6局失3分（皆為責失）拿下勝投，並且為統一獅拿下隊史第999勝。
- 2009年6月20日：於台南市立棒球場面對兄弟象，主投6局無失分拿下勝投，並且達成生涯1000局的投球里程碑。

### 2010-2013年

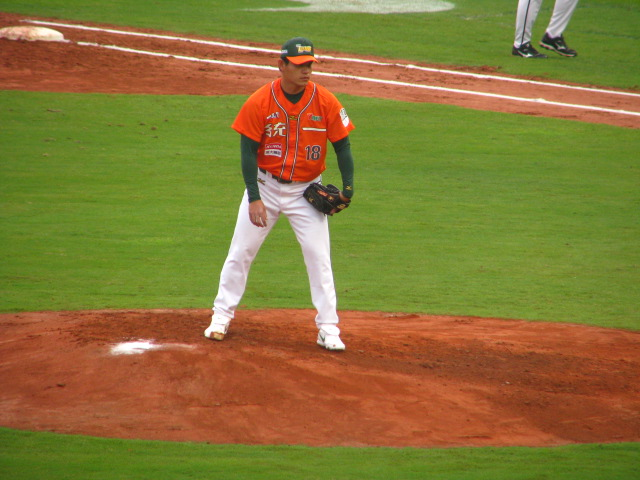
2013年準備投球的潘威倫

- 2010年4月2日：於台南市立棒球場拿下個人生涯第90勝，以28歲又28日刷新生涯最年輕90勝記錄（原記錄：勇壯，29歲）。
- 2010年8月8日：於新莊棒球場，主投6局失3分（皆為責失），拿下個人生涯第97勝，並且達成生涯第1200局投球。
- 2010年8月15日：於斗六棒球場，主投8局無失分、無四死球，並且達成生涯第200場出賽。
- 2010年10月3日：在台南棒球場主投七局、責失一分，最終以2：1擊敗兄弟象隊，奪得個人中職生涯第一百勝、聯盟史上最年輕百勝投手。
- 2010年10月31日：第十七屆洲際盃出賽兩場，總計十局零失分表現拿下防禦率王，並獲選全明星隊最佳先發投手。
- 2010年11月1日：日經由統一7-ELEVEn獅隊向中華職棒聯盟遞交「自由球員行使意願表」，為中華職棒史上第三位宣布使用旅外自由球員身分的球員。
- 2011年1月12日：再與統一7-ELEVEn獅隊簽定三年薪新臺幣1944萬元的合約，平均月薪為53萬、54萬、55萬等超大型合約，合約內容包含勝投雙位數12萬、投球局數135局以上12萬等共24萬新台幣激勵獎金，總值最多可達2016萬元新台幣，同時也宣告放棄赴韓國職棒加盟SK飛龍的計畫。
- 2011年10月15日：登場的中華職棒22年季後賽因右手肘不適的關係而缺席。
- 2011年11月28日：於桃園國際棒球場亞洲職棒大賽台灣(統一獅)對韓國(三星獅)復出，中繼3局0失分(0責失)，壓制三星獅打線，惜統一獅終場以6:3不敵三星獅。
- 2013年7月20日：於台南市立棒球場對上義大犀牛先發，主投六局，被敲6支安打，送出2次三振2次四死，責失三分，賽後拿下勝投，為職棒生涯第109場勝投，打破勇壯保持的聯盟紀錄，成為中華職棒史上最多勝投的球員。

### 2014-2017年
- 2015年5月22日：於新莊棒球場對戰中信兄弟，打破勇壯所保持的生涯投球1570局之聯盟紀錄，成為中華職棒史上最多投球局數的球員。
- 2015年11月：參與2015年世界棒球12強賽，當時逢父親辭世，仍參與國家隊集訓[1]。
- 2017年3月：獲選2017年世界棒球經典賽中華隊國手，經典賽結束後宣布從國家隊退役，專心在職棒生涯[2]。
- 2017年5月11日：於台南棒球場對戰中信兄弟，第三局面對打者蘇緯達投出三振，為生涯第1000次三振，也是中華職棒本土投手第一人。

### 2018-2019年
- 2019年9月8日：於台中洲際棒球場對戰中信兄弟的比賽取得第142勝，正式成為台灣職棒史上最多勝投者。
- 2019年9月19日：於桃園國際棒球場對戰Lamigo桃猿隊，第一局面對打者廖健富投出三振，為生涯第1100次三振，也是中華職棒本土投手第一人。

### 2020-2022年
- 2022年6月5日：於台北天母棒球場對戰味全龍隊，六局下登板面對打者曾陶鎔投出第30000球，成為中職投球數達30000球的第1人。

## 國家隊經歷
做為國內職棒的本土強投，潘威倫自學生時代即是中華隊的常客，並且都是相當被倚重的主力球員。
- 世界青少棒錦標賽（1996年、1997年、1998年）
- 2000年世界青棒錦標賽
- 2001年荷蘭港口盃
- 2002年荷蘭哈連盃
- 2002年釜山亞運
- 2002年洲際盃棒球賽
- 2013年世界棒球經典賽
- 2015年世界棒球12強賽
- 2017年世界棒球經典賽

## 職棒生涯成績

### 中華職棒
- (粗黑體字為該年度最佳或最高成績)
- (粗紅體字為聯盟史上最佳或最高成績)

| 年度 | 球隊   | 出賽 | 先發 | 勝投 | 敗投 | 完投 | 完封 | 救援 | 中繼 | 奪三振 | 四死 | 投球局數 | 責失 | 防禦率 |
| ---- | ------ | ---- | ---- | ---- | ---- | ---- | ---- | ---- | ---- | ------ | ---- | -------- | ---- | ------ |
| 2003 | 統一獅 | 28   | 26   | 13   | 8    | 1    | 1    | 0    | －   | 104    | 42   | 166.1    | 45   | 2.44   |
| 2004 | 統一獅 | 29   | 28   | 12   | 8    | 1    | 0    | 0    | －   | 122    | 31   | 176.1    | 42   | 2.14   |
| 2005 | 統一獅 | 34   | 24   | 12   | 8    | 2    | 1    | 0    | 1    | 130    | 41   | 171.0    | 53   | 2.79   |
| 2006 | 統一獅 | 26   | 25   | 14   | 9    | 6    | 1    | 0    | 0    | 106    | 27   | 182.0    | 50   | 2.47   |
| 2007 | 統一獅 | 21   | 21   | 16   | 2    | 0    | 0    | 0    | 0    | 79     | 24   | 123.1    | 31   | 2.26   |
| 2008 | 統一獅 | 18   | 18   | 12   | 2    | 1    | 1    | 0    | 0    | 87     | 16   | 111.0    | 34   | 2.76   |
| 2009 | 統一獅 | 22   | 22   | 10   | 8    | 0    | 0    | 0    | 0    | 81     | 23   | 133.2    | 49   | 3.30   |
| 2010 | 統一獅 | 29   | 29   | 11   | 11   | 1    | 0    | 0    | 0    | 101    | 24   | 191.2    | 68   | 3.19   |
| 2011 | 統一獅 | 12   | 12   | 5    | 1    | 0    | 0    | 0    | 0    | 39     | 17   | 74.1     | 30   | 3.63   |
| 2012 | 統一獅 | 3    | 3    | 1    | 0    | 0    | 0    | 0    | 0    | 7      | 2    | 16.0     | 1    | 0.56   |
| 2013 | 統一獅 | 20   | 20   | 6    | 9    | 3    | 0    | 0    | 0    | 36     | 18   | 105.1    | 64   | 5.47   |
| 2014 | 統一獅 | 10   | 10   | 5    | 1    | 1    | 0    | 0    | 0    | 21     | 15   | 62.2     | 18   | 2.59   |
| 2015 | 統一獅 | 25   | 25   | 7    | 9    | 0    | 0    | 0    | 0    | 60     | 34   | 153.1    | 81   | 4.75   |
| 2016 | 統一獅 | 13   | 8    | 5    | 2    | 0    | 0    | 0    | 1    | 23     | 4    | 52.1     | 31   | 5.33   |
| 2017 | 統一獅 | 17   | 17   | 6    | 3    | 0    | 0    | 0    | 0    | 56     | 25   | 93.0     | 41   | 3.97   |
| 2018 | 統一獅 | 1    | 1    | 0    | 0    | 0    | 0    | 0    | 0    | 1      | 0    | 6.0      | 5    | 7.50   |
| 2019 | 統一獅 | 23   | 23   | 8    | 7    | 1    | 0    | 0    | 0    | 52     | 23   | 120.0    | 68   | 5.10   |
| 2020 | 統一獅 | 19   | 13   | 2    | 6    | 0    | 0    | 0    | 0    | 32     | 16   | 62.2     | 60   | 8.62   |
| 2021 | 統一獅 | 22   | 0    | 1    | 1    | 0    | 0    | 0    | 3    | 12     | 8    | 31.0     | 20   | 5.81   |
| 2022 | 統一獅 | 11   | 10   | 2    | 7    | 0    | 0    | 0    | 0    | 25     | 8    | 54.2     | 29   | 4.77   |
| 2023 | 統一獅 | 4    | 1    | 0    | 1    | 0    | 0    | 0    | 0    | 5      | 2    | 9.2      | 11   | 10.24  |
| 2024 | 統一獅 | 11   | 4    | 1    | 6    | 0    | 0    | 0    | 0    | 8      | 7    | 29       | 22   | 6.83   |
| 合計 | 22年   | 398  | 340  | 149  | 109  | 17   | 4    | 0    | 5    | 1187   | 407  | 2125.1   | 853  | 3.61   |

## 趣聞
潘威倫與饒舌歌手大支長相相似，不僅曾在近年由球隊舉辦的草地音樂會中與大支演出外，更於2018年在大支的音樂作品《台南/Tainan》中饒舌獻聲。

## 外部連結
- 潘威倫在台灣棒球維基館上的頁面（繁體中文）
- 潘威倫在中華職棒官網
- 潘威倫在Baseball-Reference.com（小聯盟以及海外聯盟）（英语）
- 潘威倫在Olympedia（英语）

| 前任： 沈柏蒼             | 中華職棒新人選秀狀元 2003年季初                          | 繼任： 林建宏              |
| 前任： 曾翊誠 林登        | 統一獅開幕戰先發投手 2004年 2006年-2007年                | 繼任： 林登 更名前最後一位 |
| 前任： 葛雷 強納森 羅錦龍 | 統一7-ELEVEn獅開幕戰先發投手 2009年-2011年 2013年 2015年 | 繼任： 強納森 羅錦龍 吉爾  |
| 前任： 宋肇基 勇壯        | 中華職棒明星賽明星白隊先發投手 2003年 2006年-2011年      | 繼任： 陽建福 鎌田祐哉     |
| 前任： 曹竣揚             | 中華職棒無安打比賽締造者 2008年7月10日                   | 繼任： 艾迪頓              |
| 獎項                      |                                                          |                            |
| 前任： 蔡仲南             | 中華職棒年度新人王 2003年                                | 繼任： 石志偉              |
| 前任： 廖誠               | 中華職棒防禦率王 2009年                                  | 繼任： 卡斯帝              |
| 前任： 柏格 林恩宇 林克謙 | 中華職棒金手套獎（投手） 2003年 2006年 2010年            | 繼任： 中込伸 彼得 羅曼    |
| 前任： 林恩宇             | 中華職棒勝投王 2007年                                    | 繼任： 強森                |
| 前任： 林恩宇             | 中華職棒最佳十人投手 2007年                              | 繼任： 強森                |
| 前任： 劉芙豪             | 中華職棒總冠軍賽優秀球員獎(勝方) 2008年                  | 繼任： 潘武雄              |
| 前任： 林泓育             | 中華職棒總冠軍賽優秀球員獎(敗方) 2012年                  | 繼任： 鄭達鴻              |
| 前任： 聯盟首位           | 中華職棒東山再起獎 2019年                                | 繼任： 高國輝              |